# .mf
.mf은 생마르탱의 인터넷 국가 코드 최상위 도메인으로 사용되는 도메인이다. 2007년 9월 21일 ISO 3166-1의 개정과 더불어 국가 코드 MF가 생마르탱에 할당되었다.

## 같이 보기
- ISO 3166-2:MF
- .gp
- .fr
- .eu
- .sx